# Isturgia postdemarginata
Isturgia postdemarginata är en fjärilsart som beskrevs av Barend J. Lempke 1952. Isturgia postdemarginata ingår i släktet Isturgia och familjen mätare. Inga underarter finns listade i Catalogue of Life.